# نقولا يوسف
نقولا يوسف نيوفتوس أديب ومؤلف مصري من مواليد مدينة دمياط في 12 مارس عام 1904، عمل بالتدريس ونشرت له الصحافة مقالات أدبية عدة وكتب الشعر والرواية وألف في التاريخ. توفي في القاهرة في 13 أبريل عام 1976. عُد نقولا يوسف من كتاب التراجم في جيله بفضل كتابه «أعلام من الإسكندرية» (1969)، الذي تناول سيرة 150 علما عاشوا في الإسكندرية عبر مختلف العصور، أما عمله الجليل فهو تأريخه للمدينة التي ولد فيها، وظل عاشقا لها، وهي مدينة دمياط.
كان نقولا يوسف على صلات وثيقة بعدد من أعلام عصره، وكان يكتب المقال والقصة والقصيدة والرواية والسيرة الذاتية، وكان صاحب زاوية أسبوعية في «أخبار دمياط» أقدم الصحف الإقليمية، وكان مواظبا عليها مهتما بها، رافعا بها من شأن الجريدة. وقد ظل نقولا يوسف دائب النشاط يوالي الصحف والمجلات بمقالاته في كل من مجلة «الأديب» البيروتية، و«مجلة النيل المصورة» لصاحبها فؤاد سليمان، و«المجلة الجديدة» لسلامة موسى، و«السياسة الأسبوعية»، ومجلة «المقتطف»، ومجلة «الهلال»، وجريدة «الأهرام»، وجريدة «البصير».

## حياته
ولد نقولا يوسف في 12 مارس/آذار 1904 بمدينة دمياط لأب مصري (شامي الأصل) وأم يونانية، وتلقى تعليما مدنيا تقليديا درس في مدرسة دمياط الابتدائية عام 1912، والمرحلة الثانوية في مدرسة رأس التين بالإسكندرية وفي تلك المدرسة الثانوية تعرف على أستاذه الشاعر عبد الرحمن شكري، وبالمدرسة التوفيقية بشبرا، وتخرج فيها عام 1921، والتحق بمدرسة المعلمين العليا بالقاهرة، وتخرج فيها 1926. والمدرسة التوفيقية بشبرا، وتخرج فيها عام 1921، ودرس بعدها في مدرسة المعلمين العليا بالقاهرة، وتخرج فيها عام 1925. بعد تخرجه اشتغل بالتدريس في مدرسة أهلية بحي السيدة زينب بالقاهرة عام 1925، ثم بمدرسة الجمالية الأميرية، ثم بمدارس أسيوط والزقازيق والمنصورة والإسكندرية، ثم بمعهد المعلمين بالإسكندرية، ثم أصبح ناظرا لمدرسة الفنت الإعدادية بأسيوط، ومدارس أخرى في محافظات الوجه البحري، ثم استقال وتفرغ للكتابة الأدبية، حيث نشر الكثير من مقالاته في الصحف والمجلات المختلفة. كان عضوا في نقابة الصحفيين، وفي جماعة نشر الثقافة بالإسكندرية.
تزوج نقولا يوسف من ابنة خالته اليونانية، وأنجب منها عدة أبناء ماتوا جميعا في حياته ما عدا ابنة واحدة «كيتي».

## إنتاجه المبكر
وفي أثناء دراسته أصدر نقولا يوسف كتابه الأول «الفردوس» (1922)، وهكذا ظهر أن الأدب والشعر قد استهوياه، وفي سنة 1927 وهو 23 من عمره أصدر كتابه الثاني «نسمات وزوابع».

## دوره في تحقيق ديوان عبد الرحمن شكري
بقي لنقولا يوسف فضل كبير لا يقل عن فضله في كتبه ومقالاته ودراساته وقصصه، وهو أنه كان أول من تولى جمع وتحقيق ديوان عبد الرحمن شكري 1960، وقد صادف أنه بالإضافة لتلمذته له كان راوية لشعره، محبا له.

## مؤلفاته
- ترجمة بعنوان اليابان أو عروس الباسيفيك - تأليف جون فينمور - المطبعة المصرية الاهلية 1920.
- رواية «الفردوس» - مكتبة العرب - القاهرة 1922.
- ديوان «نسمات وزوابع» - المطبعة العصرية بالفجالة - القاهرة 1927.
- كتاب «الحياة الجديدة» (مجموعة مقالات) - مطبوعات المجلة الجديدة - 1936.[3]
- رواية «إلهام» - مطبوعات مجلة الجديد - القاهرة - 1937.
- مجموعة قصصية «دنيا الناس» - 1950.
- مجموعة قصصية «مواكب الناس» - 1952.
- كتاب «تاريخ دمياط منذ أقدم العصور» - 1960.
- ديوان عبد الرحمن شكري (جمع وتحقيق) - منشأة المعارف - الإسكندرية 1960.
- مجموعة قصصية «هم ونحن» - 1962.
- كتاب «أعلام دمياط - أعلام الإسكندرية».

## كتابات عنه
أشار الدكتور محمد رجب البيومي إلى فضله، وكتب عنه حسني نصار «نقولا يوسف شيخ القصة بالإسكندرية ومؤرخها الوفي»، وياسر قطامش «رحل عن شاطئ الإسكندرية نورسها الساخر»، والدكتور حلمي بدير في كتابه الاتجاه الواقعي في الرواية العربية الحديثة في مصر، وعزت سعد الدين في معجم البابطين، وسعيد جودة السحار وجمال قطب في موسوعة أعلام الفكر العربي.

## وفاته
دخل الأستاذ نقولا يوسف مستشفى المعادي بالقاهرة إثر وعكة صحية؛ ليكون تحت رعاية ابنته الوحيدة، وتوفي في 13 أبريل/نيسان 1976، وقد أوصى ابنته بالمحافظة على مؤلفاته المخطوطة، ترك الأستاذ نقولا يوسف سيرته الذاتية مخطوطة لم تنشر ومخطوطا بعنوان «رحلة إلى لبنان».